# یخدان کوثر
یخدان کوثر مربوط به دوره قاجار است و در شهر بیدخت، محله کوثر واقع شده و این اثر در تاریخ ۵ آذر ۱۳۸۰ با شمارهٔ ثبت ۴۵۰۱ به‌عنوان یکی از آثار ملی ایران به ثبت رسیده‌است.
این اثر معماری در حدود 4 کیلومتری شمال شرقی بیدخت در مجاورت روستای متروکه کوثر در میان اراضی کشاورزی واقع است. بطور کلی یخدان کوثر ا سه بخش دیوار شرقی و غربی جوی مخصوص و محل جمع‌آوری یخ‌های ابتیاع شده شکل گرفته است. دیوار این یخدان از خشت و چینه ایجاد شده و در پشت آن نیز جوی قرار داشته است. که در داخل آن انباشته شده و در شبهای سرد زمستان به یخ تبدیل می شد. پس از آن یخ ها که بیشتر بصورت لایه لایه بوده است به چال یا محوطه نگهداری یخ منتقل می‌شد.
برای جدا ماندن لایه‌های یخ از همدیگر از کیسه‌های کاه استفاده می‌شد. پوشش محفظه یخ در یخدان کوثر به گونه‌ای است که در ابتدا قاعده مخروطی آن با قطر بیشتر بوده و هر چه به انتهای مخروط نزدیک می‌شوید از دایره کاسته شده تا به راس آن منتهی می‌شود. در حاشیه بخشی از دیوار مکانی برای یخدان‌بان قرار داشته است.